# Циганська
Циганська — проміжна залізнична станція 5-го класу Ізюмського напрямку. Розташована між зупинними пунктами 360 км та Федорівка поблизу села Іскра Ізюмського району. На станції зупиняться усі приміські потяги Ізюмського напрямку. Станція відноситься до Харківської дирекції Південної залізниці.
Відстань до станції Харків-Основа — 116 км..